# De Gelder

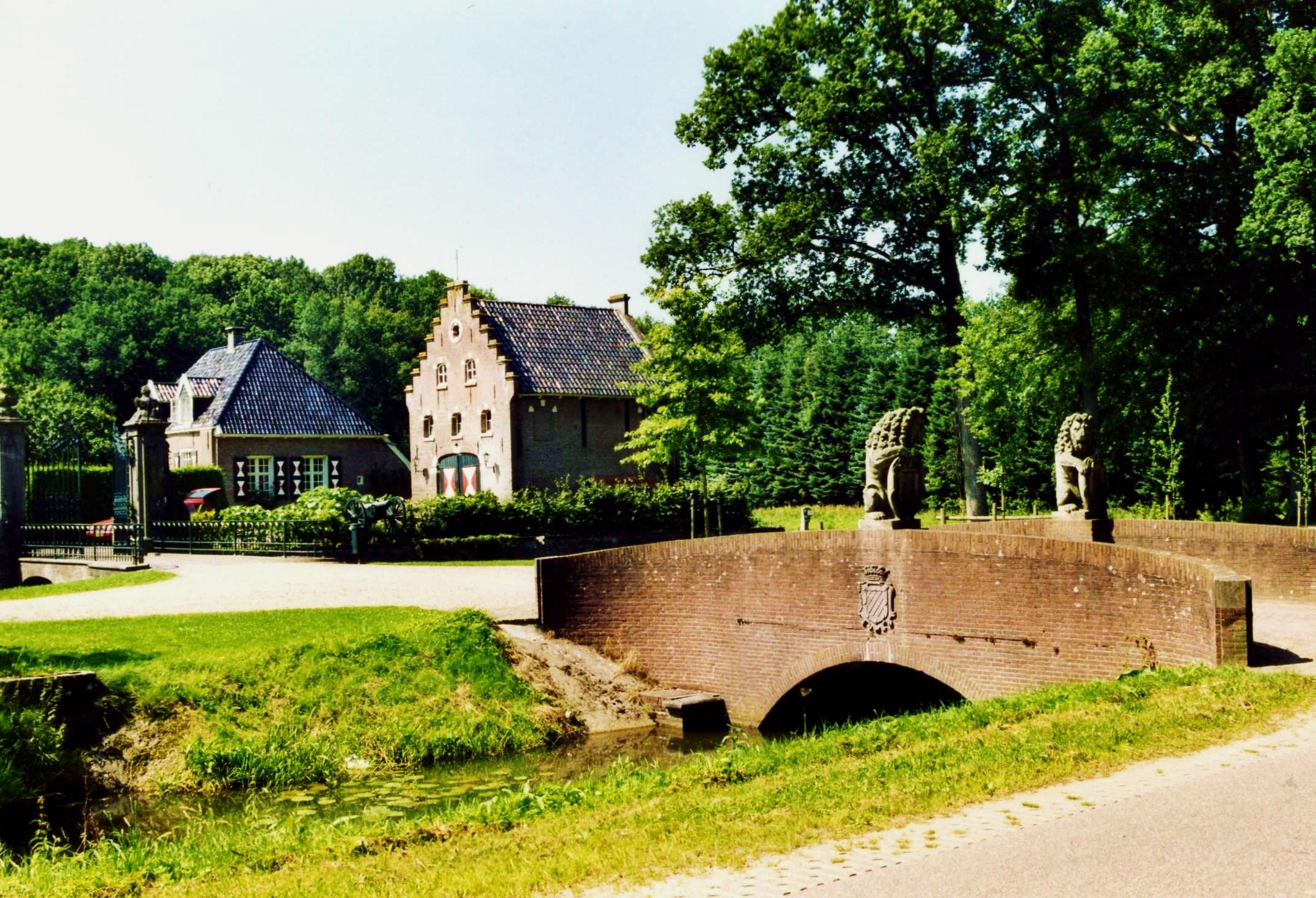
Toegangsbrug met koetshuis en bouwhuis

De Gelder was een havezate in Wijhe (Overijssel) die in 1913 werd afgebroken.
Het nog bestaande landgoed met dezelfde naam wordt sinds 2010 beheerd door Jan Reint baron de Vos van Steenwijk.

## Geschiedenis
Het huis De Gelder wordt in 1382 voor het eerst genoemd en maakte oorspronkelijk deel uit van de hofstede ten Campe. In 1601 is er sprake van een afzonderlijk huis dat in 1611 door Herman Van der Beecke aanzienlijk werd uitgebreid. In 1683 werd de havezate verkocht aan de familie Van Dedem in wier bezit het lang zou blijven. In de 19e eeuw vererfde het op de eveneens baronale familie Van Knobelsdorff, daarna kwam het door koop aan de baronale familie De Vos van Steenwijk. De havezate werd in 1913 afgebroken. Van het huis resteert alleen nog een wit marmeren zonnewijzer die zich aan de zuidmuur van de dorpskerk van Wijhe bevindt en een schuur in het dorp die van bij de afbraak vrijkomende baksteen is gebouwd. Op het landgoed zijn nog enkele bouwwerken zoals een koetshuis, een brug en een toegangspoort die bij de havezate behoorden aanwezig. Ook de omgrachting bleef intact.

## Bezit en titel

### Van Dedem
Coenraad Willem van Dedem (1644-1714) kocht in 1683 de havezate en was de eerste heer van De Gelder van zijn geslacht. Deze vocht als luitenant-generaal tijdens de Spaanse Successieoorlog in de Slag bij Malplaquet. Als dank voor de in die oorlog bewezen diensten schonk de hertog van Marlborough hem twee kanonnen die het landgoed sierden.

#### Opeenvolgende heren en vrouwe van De Gelder
- Coenraad Willem van Dedem (1644-1714), door koop sinds 1683 heer van De Gelder
  - Gijsbert van Dedem (1686-1738), heer van De Gelder
    - Anthony van Dedem (1715-1794), heer van De Gelder
      - jhr. Frederik Gijsbert van Dedem (1743-1820), heer van De Gelder
        - (jhr.) Anthony Boldewijn van Dedem (1774-1825), heer van De Gelder
        - jkvr. Johanna Philippina Hermanna van Dedem (1772-1860), vrouwe van De Gelder; zij trouwde in 1791 met Friedrich Wilhelm Ernst von Knobelsdorff (1752-1820). Na het overlijden van de vrouwe van De Gelder ging de havezate over op de familie Van Knobelsdorff.

### Van Knobelsdorff
Na het huwelijk van de vrouwe van Dedem met de pruisische luitenant-generaal von Knobelsdorff ging de havezate over naar deze familie. Mevrouw von Knobelsdorff-van Dedem gaf het huis een neogotisch aanzien en bracht de alliantiewapens van haar en haar man aan de voorgevel aan. Zij liet De Gelder bij testament na aan haar jongste zoon Frits (1810-1894), getrouwd met Coenradine Wilhelmina barones de Vos van Steenwijk (1814-1878). Hun zoon Hendrik Anthony Zwier (1840-1905) erfde De Gelder. Erfgenamen van de laatste verkochten in 1906 de havezate aan mr. Willem Lodewijk baron de Vos van Steenwijk in wiens familie het tot nu toe is gebleven.

#### Opeenvolgende vrouwe en heren van De Gelder
- jkvr. Johanna Philippina Hermanna van Dedem (1772-1860), vrouwe van De Gelder; zij trouwde in 1791 met Friedrich Wilhelm Ernst von Knobelsdorff (1752-1820). Na het overlijden van de vrouwe van De Gelder gaat de havezate over op de familie Van Knobelsdorff.
  - Frederik Willem Adriaan Karel baron van Knobelsdorff (1810-1894), heer van De Gelder
    - Hendrik Anthony Zwier baron van Knobelsdorff (1840-1905), heer van De Gelder; zijn erfgenamen verkochten de havezate aan een lid van de familie De Vos van Steenwijk.

### De Vos van Steenwijk
Na aankoop van de havezate liet De Vos van Steenwijk het huis afbreken met de bedoeling om een nieuw huis te bouwen. Door het uitbreken van de Eerste Wereldoorlog gingen die plannen niet door.

#### Opeenvolgende heren van De Gelder
- mr. Willem Lodewijk baron de Vos van Steenwijk (1859-1947), door koop sinds 1906 heer van De Gelder
  - mr. Jan Arend Godert de Vos van Steenwijk (1889-1972)
    - mr. Willem Jan baron de Vos van Steenwijk (1923-2010)
      - Jan Reint baron de Vos van Steenwijk (1954)

Ahnem · Den Alerdinck · Arendshorst · Arkelstein · Averbergen · Beerze · Den Berg · Bergentheim · Blankena · Borgele · Boskamp · Boxbergen · Bredenhorst · Buckhorst · Campherbeek · Collendoorn · Den Dam · Dieze · Dingshof · Den Doorn · Hof te Dorth · Eerde · Egede · De Gelder · Gerner · Glinthuis · Gramsbergen · De Groote Scheere · De Grote Weede · De Haere · Haerst · Hagenvoorde · Heemse · Herxen · Hoenlo · Hofstede · 't Hogeholt · Hogenhof · 't Hoogehuis · Junne · Kranenburg · Krijtenberg · De Kuile · Het Laar · Langeveldslo · Leemcule · Luttenberg · Melenhorst · Mennigjeshave · Nijenhuis · Oosterveen · Den Ordel · De Pol · Pothof · Rande · Rechteren · Het Reelaer · Rhaan · Rollecate · Rutenberg · Schoonheten · Schuilenburg · Vechterweerd · Velner · Venebrugge · Verborg · Voorst · Vrieswijk · Werkeren · Westerveld · Windesheim · Wittenstein · Wolfshagen · Zuthem